# Giovanni Puggioni
Giovanni Puggioni (né le 19 mars 1966 à Sassari) est un athlète italien spécialiste du 200 mètres.

## Carrière

### Palmarès
| Date | Compétition           | Lieu     | Résultat | Épreuve               | Performance  |
| ---- | --------------------- | -------- | -------- | --------------------- | ------------ |
| 1995 | Championnats du monde | Göteborg | 3e       | Relais 4 × 100 mètres | 39 s 07      |
| 1997 | Jeux méditerranéens   | Bari     | 1er      | 200 mètres            | 20 s 44 (GR) |
| 1997 | Jeux méditerranéens   | Bari     | 1er      | Relais 4 × 100 mètres | 38 s 61 (GR) |

### Records
| Épreuve            | Performance | Lieu        | Date         |
| ------------------ | ----------- | ----------- | ------------ |
| 60 mètres (indoor) | 6 s 75      | Paris-Bercy | 7 mars 1997  |
| 100 mètres         | 10 s 36     | Inconnu     | 1995         |
| 200 mètres         | 20 s 44     | Bari        | 17 juin 1997 |